# Església del Gesù (Lecce)
L'església del Gesù (església de Jesús en català) o de la Mare de Déu del Bon Consell és una església al centre històric de Lecce. Durant segles ha estat la llar de la Companyia de Jesús.

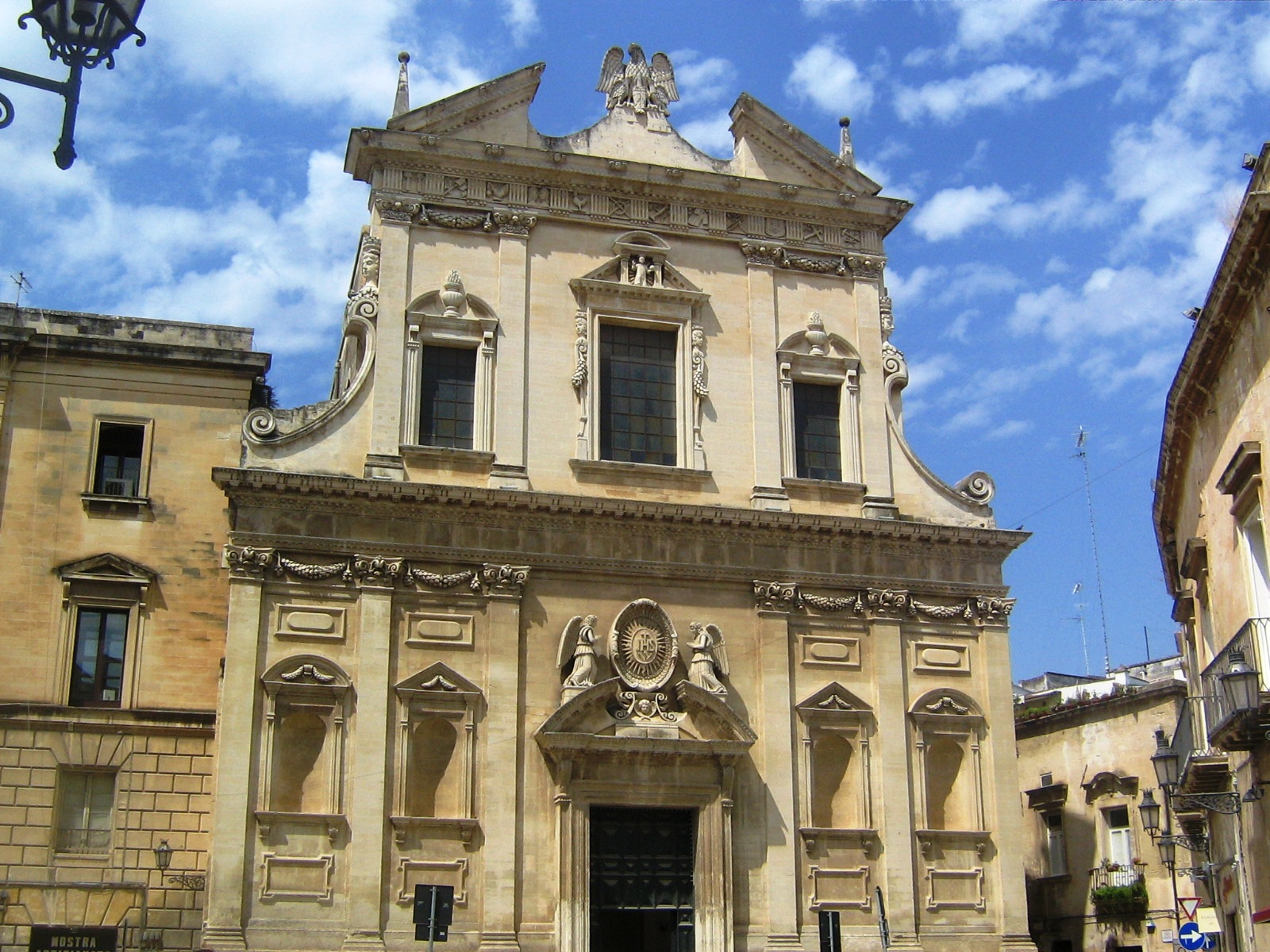
Façana de l'església del Gesú

Va ser en 1575 quan l'antiga església de Sant Nicolau de ritu grec-ortodox va ser demolida per donar pas a l'actual església de Jesús amb estil semblant. A l'exterior domina l'escut de la Companyia de Jesús i al nivell superior hi ha tres finestres on la del mig té la imatge del Nen Jesús a la part superior. Pel que fa a l'interior es presenta com un únic volum en el qual només s'insinua la presència del transsepte. Al voltant de les parets de la nau hi ha diferents capelles.